# Messa in Do maggiore (Beethoven)

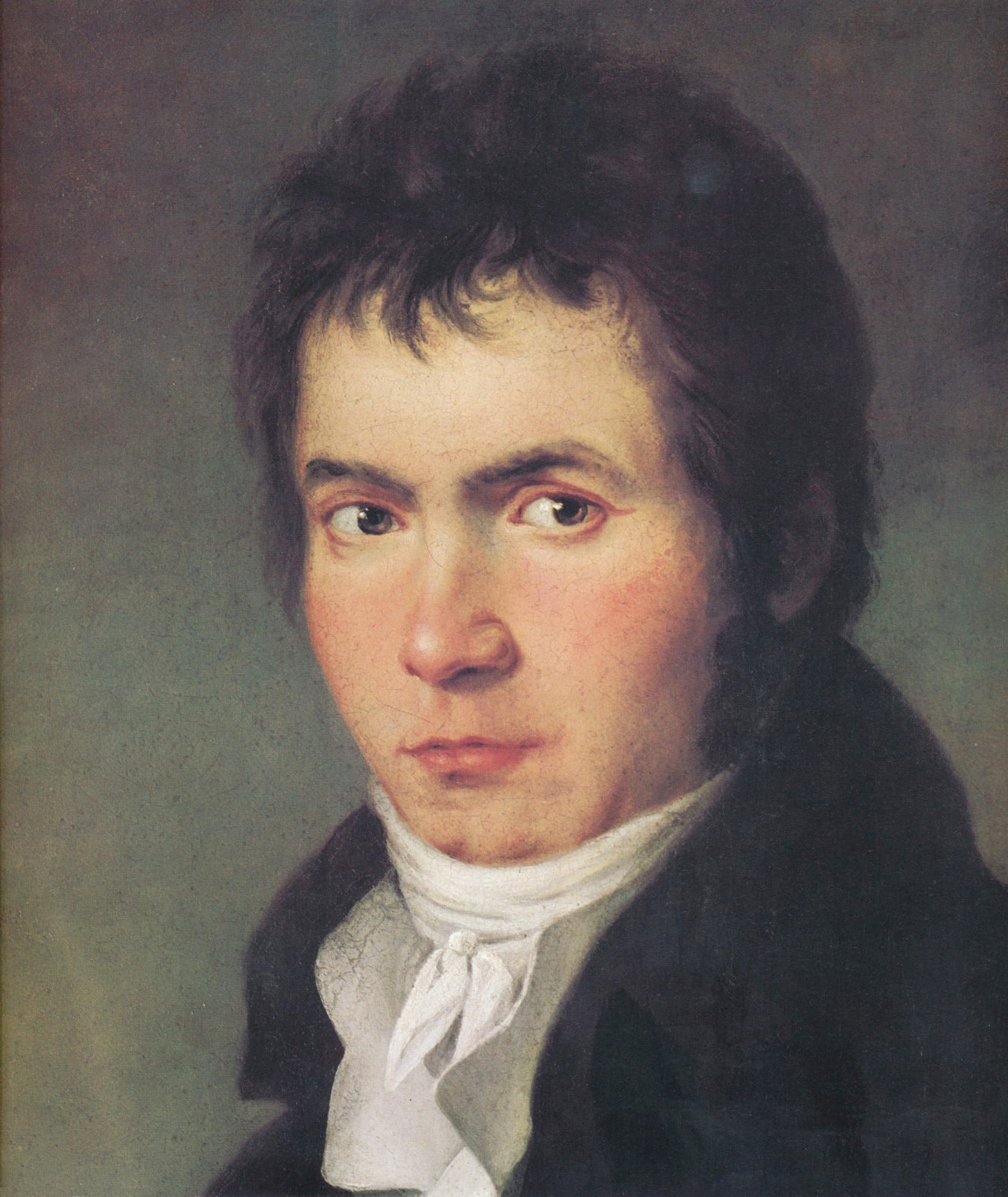
Beethoven

La Messa in Do maggiore, Op. 86, è una composizione di Ludwig van Beethoven, commissionata dal principe Nicola II Esterházy nel 1807.
Questa composizione continuava una tradizione che partiva da Haydn il quale, dopo il suo ritorno dall'Inghilterra nel 1795, compose una messa all'anno per la famiglia Esterhàzy per celebrare il compleanno della moglie del principe.
Il principe non apprezzò la messa, provocando la partenza di un infuriato Beethoven dalla residenza, a causa di quello che Charles Rosen, nel libro The Classical Style, definì il più umiliante fallimento pubblico del compositore.
La messa è apprezzata dalla critica, ma è poco eseguita, messa in ombra dall'altra messa di Beethoven, la Missa solemnis, Op. 123.

## Composizione
La Messa è composta da cinque parti:
1. Kyrie
2. Gloria (Qui tollis – Quoniam)
3. Credo
4. Sanctus (Benedictus – Osanna)
5. Agnus Dei (Dona nobis pacem)